# Tonga en la Copa Mundial de Rugby
La selección de rugby de Tonga participó en todas las ediciones de la Copa del Mundo de Rugby a excepción de Inglaterra 1991.
Los Ikale Tahi nunca consiguieron avanzar a cuartos de final, siendo eliminados en primera fase en todos los torneos.

## Nueva Zelanda 1987

### Plantel
Entrenador: Viliami Tupoulahi Mailefihi Tuku'aho

### Participación

#### Grupo B
| Equipo  | Jug. | Gan. | Emp. | Perd. | A favor | En contra | Puntos |
| ------- | ---- | ---- | ---- | ----- | ------- | --------- | ------ |
| Gales   | 3    | 3    | 0    | 0     | 82      | 31        | 6      |
| Irlanda | 3    | 2    | 0    | 1     | 84      | 41        | 4      |
| Canadá  | 3    | 1    | 0    | 2     | 65      | 90        | 2      |
| Tonga   | 3    | 0    | 0    | 3     | 29      | 98        | 0      |

## Sudáfrica 1995

### Plantel
Entrenador: Fakahau Valu

### Participación

#### Grupo D
| Equipo          | Gan. | Emp. | Perd. | A favor | En contra | Puntos |
| --------------- | ---- | ---- | ----- | ------- | --------- | ------ |
| Francia         | 3    | 0    | 0     | 114     | 47        | 9      |
| Escocia         | 2    | 0    | 1     | 149     | 27        | 7      |
| Tonga           | 1    | 0    | 2     | 44      | 90        | 5      |
| Costa de Marfil | 0    | 0    | 3     | 29      | 172       | 3      |

## Gales 1999

### Plantel
Entrenador: Polutele Tu'ihalamaka

### Participación

#### Grupo B
| Equipo        | Gan. | Emp. | Per. | A favor | En contra | Puntos |
| ------------- | ---- | ---- | ---- | ------- | --------- | ------ |
| Nueva Zelanda | 3    | 0    | 0    | 176     | 28        | 6      |
| Inglaterra    | 2    | 0    | 1    | 184     | 47        | 4      |
| Tonga         | 1    | 0    | 2    | 48      | 171       | 2      |
| Italia        | 0    | 0    | 3    | 35      | 196       | 0      |

## Australia 2003

### Plantel
Entrenador:  Jim Love

### Participación

#### Grupo D
| Equipo        | Gan. | Emp. | Per. | A favor | En contra | Extra | Puntos |
| ------------- | ---- | ---- | ---- | ------- | --------- | ----- | ------ |
| Nueva Zelanda | 4    | 0    | 0    | 282     | 57        | 4     | 20     |
| Gales         | 3    | 0    | 1    | 132     | 98        | 2     | 14     |
| Italia        | 2    | 0    | 2    | 77      | 123       | 0     | 8      |
| Canadá        | 1    | 0    | 3    | 54      | 135       | 1     | 5      |
| Tonga         | 0    | 0    | 4    | 46      | 178       | 1     | 1      |

## Francia 2007

### Plantel
Entrenador: Quddus Fielea

### Participación

#### Grupo A

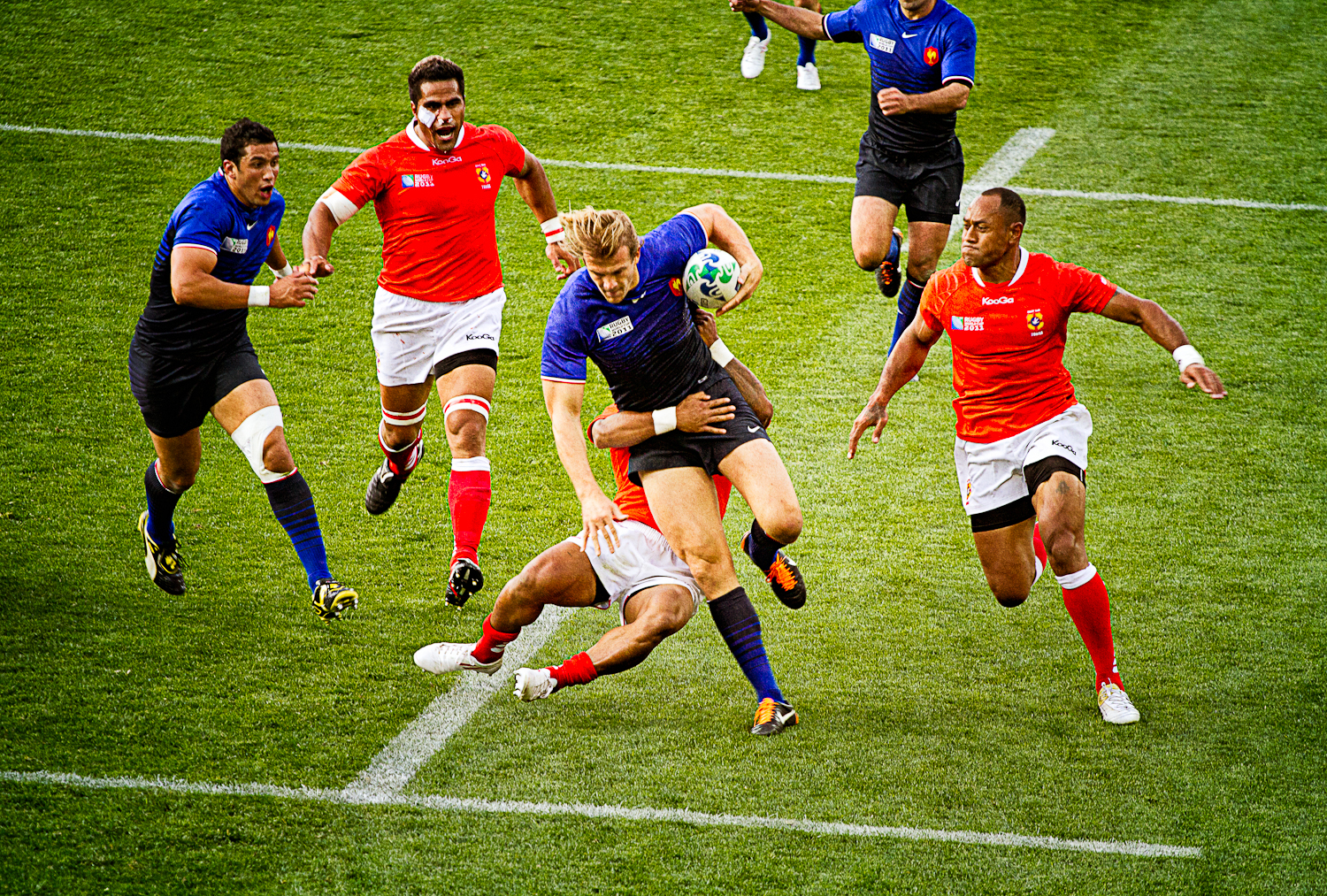
Partido entre Francia y Tonga disputado en el Westpac Stadium de Wellington.

| Posición | Equipo         | Partidos | Partidos | Partidos  | Partidos | Tantos  | Tantos    | Puntos bonus | Puntos |
| Posición | Equipo         | jugados  | ganados  | empatados | perdidos | a favor | en contra | Puntos bonus | Puntos |
| -------- | -------------- | -------- | -------- | --------- | -------- | ------- | --------- | ------------ | ------ |
| 1        | Sudáfrica      | 4        | 4        | 0         | 0        | 189     | 47        | 3            | 19     |
| 2        | Inglaterra     | 4        | 3        | 0         | 1        | 108     | 88        | 2            | 14     |
| 3        | Tonga          | 4        | 2        | 0         | 2        | 89      | 96        | 1            | 9      |
| 4        | Samoa          | 4        | 1        | 0         | 3        | 69      | 143       | 1            | 5      |
| 5        | Estados Unidos | 4        | 0        | 0         | 4        | 61      | 142       | 1            | 1      |

## Nueva Zelanda 2011

### Plantel
Entrenador:  Isitolo Maka

### Participación

#### Grupo A
| Posición | Selección     | Partidos | Partidos | Partidos  | Partidos | Tries a favor | Tantos  | Tantos    | Tantos     | Puntos extra | Puntos |
| Posición | Selección     | jugados  | ganados  | empatados | perdidos | Tries a favor | a favor | en contra | diferencia | Puntos extra | Puntos |
| -------- | ------------- | -------- | -------- | --------- | -------- | ------------- | ------- | --------- | ---------- | ------------ | ------ |
| 1        | Nueva Zelanda | 4        | 4        | 0         | 0        | 36            | 240     | 49        | +191       | 4            | 20     |
| 2        | Francia       | 4        | 2        | 0         | 2        | 13            | 124     | 96        | +28        | 3            | 11     |
| 3        | Tonga         | 4        | 2        | 0         | 2        | 7             | 80      | 98        | −18        | 1            | 9      |
| 4        | Canadá        | 4        | 1        | 1         | 2        | 9             | 82      | 168       | −86        | 0            | 6      |
| 5        | Japón         | 4        | 0        | 1         | 3        | 8             | 69      | 184       | −115       | 0            | 2      |

## Inglaterra 2015

### Plantel
Entrenador: Mana Otai

### Participación

#### Grupo C
| Posición | Selección     | Partidos | Partidos | Partidos  | Partidos | Tries a favor | Tantos  | Tantos    | Tantos     | Puntos extra | Puntos |
| Posición | Selección     | jugados  | ganados  | empatados | perdidos | Tries a favor | a favor | en contra | diferencia | Puntos extra | Puntos |
| -------- | ------------- | -------- | -------- | --------- | -------- | ------------- | ------- | --------- | ---------- | ------------ | ------ |
| 1        | Nueva Zelanda | 4        | 4        | 0         | 0        | 25            | 174     | 49        | 125        | 3            | 19     |
| 2        | Argentina     | 4        | 3        | 0         | 1        | 22            | 179     | 70        | 109        | 3            | 15     |
| 3        | Georgia       | 4        | 2        | 0         | 2        | 5             | 53      | 123       | -70        | 0            | 8      |
| 4        | Tonga         | 4        | 1        | 0         | 3        | 8             | 70      | 130       | -60        | 2            | 6      |
| 5        | Namibia       | 4        | 0        | 0         | 4        | 8             | 70      | 174       | -104       | 1            | 1      |

## Japón 2019
| Posición | Selección      | Partidos | Partidos | Partidos  | Partidos | Tries a favor | Tantos  | Tantos    | Tantos     | Puntos extra | Puntos |
| Posición | Selección      | jugados  | ganados  | empatados | perdidos | Tries a favor | a favor | en contra | diferencia | Puntos extra | Puntos |
| -------- | -------------- | -------- | -------- | --------- | -------- | ------------- | ------- | --------- | ---------- | ------------ | ------ |
| 1        | Inglaterra     | 4        | 3        | 1         | 0        | 17            | 119     | 20        | +99        | 3            | 17     |
| 2        | Francia        | 4        | 3        | 1         | 0        | 9             | 79      | 51        | +28        | 1            | 15     |
| 3        | Argentina      | 4        | 2        | 0         | 2        | 14            | 106     | 91        | +15        | 3            | 11     |
| 4        | Tonga          | 4        | 1        | 0         | 3        | 9             | 67      | 105       | –38        | 2            | 6      |
| 5        | Estados Unidos | 4        | 0        | 0         | 4        | 7             | 52      | 136       | –84        | 0            | 0      |

## Francia 2023

### Grupo B
| Posición | Selección | Partidos | Partidos | Partidos  | Partidos | Tries a favor | Tantos  | Tantos    | Tantos     | Puntos extra | Puntos |
| Posición | Selección | Jugados  | Ganados  | Empatados | Perdidos | Tries a favor | A favor | En contra | Diferencia | Puntos extra | Puntos |
| -------- | --------- | -------- | -------- | --------- | -------- | ------------- | ------- | --------- | ---------- | ------------ | ------ |
| 1.       | Irlanda   | 4        | 4        | 0         | 0        | 27            | 190     | 46        | +144       | 3            | 19     |
| 2.       | Sudáfrica | 4        | 3        | 0         | 1        | 22            | 151     | 34        | +117       | 3            | 15     |
| 3.       | Escocia   | 4        | 2        | 0         | 2        | 21            | 146     | 71        | +75        | 2            | 10     |
| 4.       | Tonga     | 4        | 1        | 0         | 3        | 13            | 96      | 177       | -81        | 1            | 5      |
| 5.       | Rumania   | 4        | 0        | 0         | 4        | 4             | 32      | 287       | -255       | 0            | 0      |